# Tampico (Illinois)
Pour les articles homonymes, voir Tampico (homonymie).
Tampico est un village américain, situé dans le nord-ouest de l'État de l'Illinois. Tampico se situe dans le comté de Whiteside à environ 190 kilomètres à l'ouest de Chicago.
Selon le bureau du recensement des États-Unis, Tampico à une population de 778 habitants en 2012.

## Personnalités liées à la ville
Le président des États-Unis Ronald Reagan y est né et y a passé une partie de son enfance.